# 滨海萨纳加州

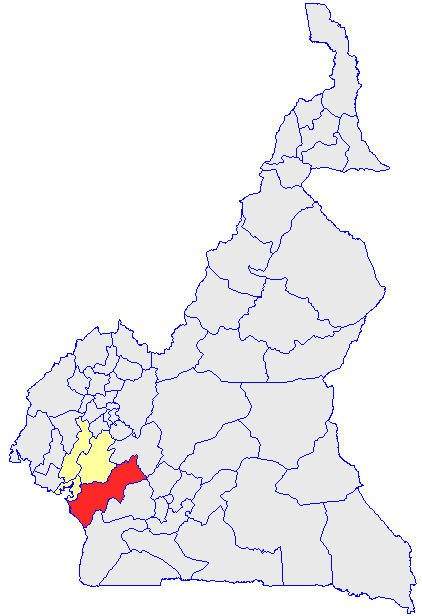

滨海萨纳加州（法語：Sanaga-Maritime），是喀麥隆的58個州份之一，位於該國西部，由濱海區負責管轄，西面是武里州，面積9,311平方公里，2001年人口167,661，人口密度每平方公里18人。